# Andreza Antonio
Andreza Antonio (3 de agosto de 1997) es una deportista angoleña que compite en judo. Ganó tres medallas en el Campeonato Africano de Judo entre los años 2023 y 2025.

## Palmarés internacional
| Campeonato Africano | Campeonato Africano      | Campeonato Africano | Campeonato Africano |
| Año                 | Lugar                    | Medalla             | Categoría           |
| ------------------- | ------------------------ | ------------------- | ------------------- |
| 2023                | Casablanca (Marruecos)   | Medalla de bronce   | –57 kg              |
| 2024                | El Cairo (Egipto)        | Medalla de bronce   | –57 kg              |
| 2025                | Abiyán (Costa de Marfil) | Medalla de plata    | –57 kg              |